# Christian Zwingmann
Christian Ferdinand Zwingmann (født 27. maj 1827 i Riga, død 4. maj 1891 på Sankt Josephs Hospital i København) var en dansk arkitekt.
Han var søn af tyske forældre (faren var tømrermester), kom i murerlære og rejste 1851 til København, hvor han gennemgik Kunstakademiet og vandt dets sølvmedaljer. Han tegnede hos N.S. Nebelong, men var dog nærmest elev af Gottlieb Bindesbøll, for hvem han var konduktør ved restaureringen af Marsvinsholm ved Ystad; efter Bindesbølls død byggede Zwingmann tårnspirene efter egen tegning. 1858 rejste han sammen med Vilhelm Klein til udlandet, og 1860 blev han konduktør for Ferdinand Meldahl ved genopførelsen af Frederiksborg Slot. I disse år opførte han apoteket i Hørsholm, en amtmandsbolig i Hillerød, en stor sognekirke i parken ved Marsvinsholm (1862-65) og slottet Kulla-Gunnarstorp nord for Helsingborg i Sverige, samt restaurerede herregården Karsholm i Skåne. 1869-71 foretog han atter en udenlandsrejse, og 1876 udstillede han et projekt til Marmorkirkens fuldførelse, som blev købt af C.F. Tietgen; på grund af tiltagende svagelighed fik Zwingmann imidlertid ikke mere med sagen at gøre. Han døde som en ensom mand; han var en varm ven af Danmark, som han betragtede som sit egentlige fædreland.

## Galleri
- Marsvinsholms slot
- Marsvinsholms kirke
- Kulla Gunnarstorps slot
- Karsholms slot